# Canadá en la Copa Mundial de Rugby de 2015
La Selección de rugby de Canadá fue uno de los 20 participantes de la Copa Mundial de Rugby de 2015 que se realizó en Inglaterra.
Fue la octava participación de los Cannucks en la Copa Mundial de Rugby.

## Plantel
El entrenador  Kieran Crowley ha seleccionado los 31 hombres para la Copa Mundial de Rugby de 2015. El pilar Jason Marshall, que estaba en el 31 inicial, tuvo que ser sustituido, debido a una lesión en la costilla, por Jake Ilnicki.
| Posición       | Nombre                 | Fecha de nacimiento      | Encuentros | Club                 |
| -------------- | ---------------------- | ------------------------ | ---------- | -------------------- |
| hooker         | Ray Barkwill           | 26 de agosto de 1980     | 26         | Ontario Blues        |
| hooker         | Aaron Carpenter        | 9 de enero de 1983       | 71         | Cornish Pirates      |
| hooker         | Benoit Piffero         | 21 de mayo de 1987       | 10         | Castanet             |
| pilar          | Hubert Buydens         | 4 de enero de 1982       | 39         | Prairie Wolf Pack    |
| pilar          | Jake Ilnicki           | 24 de febrero de 1992    | 9          | NSW Country Eagles   |
| pilar          | Djustice Sears-Duru    | 24 de mayo de 1994       | 12         | Ontario Blues        |
| pilar          | Andrew Tiedemann       | 21 de julio de 1988      | 38         | Prairie Wolf Pack    |
| pilar          | Doug Wooldridge        | 19 de diciembre de 1985  | 23         | Ontario Blues        |
| segunda línea  | Brett Beukeboom        | 13 de agosto de 1989     | 18         | Cornish Pirates      |
| segunda línea  | Jamie Cudmore          | 6 de septiembre de 1978  | 39         | Clermont             |
| segunda línea  | Evan Olmstead          | 21 de febrero de 1991    | 7          | Greater Sydney Rams  |
| ala            | Nanyak Dala            | 18 de junio de 1984      | 37         | Prairie Wolf Pack    |
| ala            | Kyle Gilmour           | 26 de enero de 1988      | 14         | Rotherham            |
| ala            | John Moonlight         | 2 de julio de 1987       | 23         | Canada Sevens        |
| ala            | Jebb Sinclair          | 8 de abril de 1986       | 42         | London Irish         |
| N.º 8          | Tyler Ardron (c.)      | 16 de junio de 1991      | 22         | Ospreys              |
| N.º 8          | Richard Thorpe         | 1 de noviembre de 1984   | 8          | London Welsh         |
| medio scrum    | Phil Mack              | 18 de septiembre de 1985 | 31         | Canada Sevens        |
| medio scrum    | Jamie Mackenzie        | 28 de febrero de 1989    | 8          | Ontario Blues        |
| medio scrum    | Gordon McRorie         | 12 de mayo de 1988       | 15         | Prairie Wolf Pack    |
| medio apertura | Nathan Hirayama        | 23 de marzo de 1988      | 23         | Canada Sevens        |
| medio apertura | Liam Underwood         | 3 de junio de 1991       | 11         | Canada Sevens        |
| centro         | Nick Blevins           | 11 de noviembre de 1988  | 28         | Prairie Wolf Pack    |
| centro         | Ciaran Hearn           | 30 de diciembre de 1985  | 49         | Canada Sevens        |
| centro         | Pat Parfrey            | 1 de noviembre de 1991   | 7          | Canada Atlantic Rock |
| centro         | Conor Trainor          | 12 de mayo de 1989       | 22         | Canada Sevens        |
| wing           | Jeff Hassler           | 21 de agosto de 1991     | 17         | Ospreys              |
| wing           | Phil Mackenzie         | 25 de febrero de 1987    | 29         | Sale Sharks          |
| wing           | D. T. H. van der Merwe | 28 de abril de 1986      | 39         | Scarlets             |
| zaguero        | Matt Evans             | 2 de enero de 1988       | 32         | Cornish Pirates      |
| zaguero        | Harry Jones            | 26 de agosto de 1989     | 20         | Canada Sevens        |
| zaguero        | James Pritchard        | 21 de julio de 1979      | 62         | Bedford Blues        |

## Partidos de preparación
| 22 de agosto de 2015 | Canadá | 23 - 41 | Estados Unidos |  |  |

| 29 de agosto de 2015 | Canadá | 19 - 12 | Glasgow Warriors |  |  |

| 2 de septiembre de 2015 | Georgia | 15 - 16 | Canadá |  |  |

| 6 de septiembre de 2015 | Canadá | 18 - 47 | Fiyi |  |  |

## Participación

### Grupo D
| Posición | Selección | Partidos | Partidos | Partidos  | Partidos | Tries a favor | Tantos  | Tantos    | Tantos     | Puntos extra | Puntos |
| Posición | Selección | jugados  | ganados  | empatados | perdidos | Tries a favor | a favor | en contra | diferencia | Puntos extra | Puntos |
| -------- | --------- | -------- | -------- | --------- | -------- | ------------- | ------- | --------- | ---------- | ------------ | ------ |
| 1        | Irlanda   | 4        | 4        | 0         | 0        | 16            | 134     | 35        | 99         | 2            | 18     |
| 2        | Francia   | 4        | 3        | 0         | 1        | 12            | 120     | 63        | 57         | 2            | 14     |
| 3        | Italia    | 4        | 2        | 0         | 2        | 7             | 74      | 88        | -14        | 2            | 10     |
| 4        | Rumania   | 4        | 1        | 0         | 3        | 7             | 60      | 129       | -69        | 0            | 4      |
| 5        | Canadá    | 4        | 0        | 0         | 4        | 7             | 58      | 131       | -73        | 2            | 2      |

| 19 de septiembre de 2015 | Irlanda | 50 - 7 (29-0) | Canadá                                                 | Millenium Stadium, Cardiff,                                              |                                                                          |
| 14:30 GMT                | Tries: O'Brien 18'c Henderson 25'c Sexton 28' D. Kearney 35'c Cronin 66'c R. Kearney 73'c Payne 76'c Conversiones: Sexton (3/4) Madigan (3/3) Penales: Sexton 14' | Reporte       | Tries: Van der Merwe 68'c Conversiones: Hirayama (1/1) | Asistencia: 68.523 espectadores Árbitro(s): Glen Jackson (Nueva Zelanda) | Asistencia: 68.523 espectadores Árbitro(s): Glen Jackson (Nueva Zelanda) |

| 26 de septiembre de 2015 | Italia                                                                               | 23 - 18 (13-10) | Canadá                                                                                      | Elland Road, Leeds,                                                 |                                                                     |
| 14:30 GMT                | Tries: Rizzo 17'c Garcia 58'c Conversiones: Allan (2/2) Penales: Allan 25', 40', 80' | Reporte         | Tries: Var der Merwe 15'c Evans 44' Conversiones: Hirayama (1/2) Penales: Hirayama 14', 72' | Asistencia: 33.120 espectadores Árbitro(s): George Clancy (Irlanda) | Asistencia: 33.120 espectadores Árbitro(s): George Clancy (Irlanda) |

| 1 de octubre de 2015 | Francia | 41 - 18 (24-12) | Canadá | Stadium MK, Milton Keynes,                                        |                                                                   |
| 20:00 GMT            | Tries: Fofana 4' c Guirado 28' c Slimani 38' c Papé 67' c Grosso 74' c Conversiones: Michalak (4/4) 5', 30', 39', 67' Parra (1/1) 76' Penales: Michalak (2/2) 14', 59' | Reporte         | Tries: Van der Merwe 31' c Carpenter 34' m Conversiones: Hirayama (1/2) 32' Penales: Hirayama (2/2) 42', 56' | Asistencia: 28 145 espectadores Árbitro(s): JP Doyle (Inglaterra) | Asistencia: 28 145 espectadores Árbitro(s): JP Doyle (Inglaterra) |

| 6 de octubre de 2015 | Canadá                                                                                                  | 15 - 17 (8-0) | Rumania                                                                  | Leicester City Stadium, Leicester,                                    |                                                                       |
| 16:45 GMT            | Tries: Van Der Merwe 33' Hassler 44'c Conversiones: Mc Rorie (0/1) Hirayama (1/1) Penales: Mc Rorie 11' | Reporte       | Tries: Macovei 53'c, 74'c Conversiones: Viaicu (2/2) Penales: Viaicu 78' | Asistencia: 27.153 espectadores Árbitro(s): Wayne Barnes (Inglaterra) | Asistencia: 27.153 espectadores Árbitro(s): Wayne Barnes (Inglaterra) |